# フラッグスタッフ交響楽団
フラッグスタッフ交響楽団（-こうきょうがくだん、英: Flagstaff Symphony Orchestra）は、アメリカ合衆国アリゾナ州フラッグスタッフに拠点を置く地方オーケストラ。北アリゾナ大学のアードリー・オーディトリアムで演奏している。

## 概要
1899年4月11日にフラッグスタッフ交響楽団（Flagstaff Symphony）として設立。コンサートデビューはバビット・オペラ・ハウス（現在のフラッグスタッフ・ダウンタウンにあるバビット・ビルディングの2階）で行われた。現代のフラッグスタッフ交響楽団は1950年、エルドン・アードリー博士によって北アリゾナ大学で創設された。